# Тајне Палм Спрингса
Тајне Палм Спрингса (енгл. Hidden Palms) је америчка тинејџерска драмска телевизијска серија која је емитована од 30. маја до 4. јула 2007. године на каналу Си-Даблју у Сједињеним Америчким Државама. Отказана је након осам епизода. Творац серије је Кевин Вилијамсон. Прати живот групе тинејџера и њихових породица који живе у Палм Спрингсу, у Калифорнији.
У САД нису планирали да издају Тајне Палм Спрингса на ДВД-у и или Блу-реј диску, али у Холандији је цела серија објављена на ДВД-у, на лето, 2009. године.

## Продукција

### Постанак
Са производњом серије почели су крајем 2006. године. Пилот епизода је накнадно пуштена на Интернет пре премијерног приказивања серије.
Почетком 2007. године најављено је да Тајне Палм Спрингса почињу 6. марта 2007. године, у 21:00 сати на Си-Даблју, али тај временски период им је касније одузет. Серија је на крају премијерно приказана на Си-Даблју 30. маја 2007. године у 20:00 сати. Најављено је 12. јуна 2007. године да ће се Тајне Палм Спрингса завршити две недеље раније на Си-Даблју, тако да ће емитовање престати у недељу.

### Снимање
Због високих трошкова током снимању у Палм Спрингсу, Калифорнији, Тајне Палм Спрингса су снимане у студију у Авондејлу (Аризона). У промоцијама, планине су приказане у многим (ако не и у већини) клипова. Међутим, делови пилот епизоде снимљени су у Палм Спрингсу, укључујући и Палм Спрингс у центру града.

### Емитовање
Тајне Палм Спрингса премијерно је приказан на Си-Даблју у Сједињеним Америчким Државама 30. маја 2007. године, у 20:00 сати. Тајне Палм Спрингса истовремено су премијерно приказане у Канади на Сити ти-ви-ју, док је касније премијерно представљена у другим земљама света:
- Бугарска - Фокс лајф-у 21. јула 2007. године, четвртак у 22:00 сати по источноевропском времену
- Бразил и Латинска Америка - канал A&E
- Мађарска - Виасат 3
- Србија - Прва српска телевизија
- Шпанија - Куатро
- Португалија - РТП1
- Шведска - ТВ3
- Италија - Раи 2
- Данска - ТВ3
- Норвешка - ТВ3
- Пољска - Фокс лајф
- Нови Зеланд - Прима
- Уједињено Краљевство -  Скај 1, септембра 2007. године
- Јужна Африка - Иди
- Право за емитовање стекла је и Аустралија - Канал девет

## Улоге
| Глумац           | Улога        |
| ---------------- | ------------ |
| Мајкл Касиди     | Клиф Виат    |
| Тејлор Хандли    | Џони Милер   |
| Амбер Херд       | Грета Метјуз |
| Шерон Лоренс     | Тес Виат     |
| Д. В. Мофет      | Боб Харди    |
| Гејл О’Грејди    | Карен Харди  |
| Елари Портерфилд | Лиза Витер   |
| Теса Томпсон     | Ники Барнс   |

### Понављајући ликови
- Лесли Џордан - Џеси Џо
- Џеј Ди Пардо - Еди Нолан
- Ј. Р. Какиа - Травис Дин
- Валери Круз - Марија Нолан
- Кајл Секор - Алан Метјуз

## Епизоде
Прво је било предвиђено да се серија емитује средином сезоне и да садржи тринаест епизода. Током производње, број епизода је смањен на осам, а Си-Даблју је одлучио да је одложи на лето. У саопштењу за јавност објавили су да ће прекинути емитовање серије у недељу и да ће две нове епизоде емитовати у среду, уместо Три Хила како би се завршила две недеље раније.
| Број | Наслов                | Редитељ       | Сценариста                        | Премијера     |
| --- | --------------------- | ------------- | --------------------------------- | ------------- |
| 1 | Пилот                 | Скот Винант   | Кевин Вилијамсон                  | 30. мај 2007. |
| Џони Милер је био срећан, добро прилагођен средњошколац са добрим оценама и собом пуном спортских трофеја све до ужасне ноћи пре годину дана када је његов отац извршио самоубиство. Како се није могао „носити" са тим, покушао је да угуши бол у алкохолу и дрогама. Сада, свеже од рехабилитације, Џони се бори да се суочи са неизвесном будућношћу у надреалном сјају Палм Спрингса, где су његова мајка Карен и њен нови супруг Боб одлучили да започну нови почетак. Бујна оаза Палм Спрингс-а, са својим голф теренима, сеоским клубовима и предивним људима, за Џони је ново узнемирујуће окружење. Врло брзо открива да овај рај није баш онакав какав се чини када сретне своје комшије: Клиф, згодног средњошколца чији значајан шарм не може сасвим сакрити своју узнемирујућу тамну страну; и Клифове мајке, Тес, бивша краљица лепоте Јужне државе са укусом за млађе мушкарце. Џони сазнаје да његову нову околину прожима трагедија када Клиф открива да је његов најбољи пријатељ Еди, који је живио у Џониевој кући, недавно умро под мистериозним околностима. Чини се да Едина смрт прогони све које Џони сретне, посебно Грету, запањујућу младу лепотицу која фасцинира Џонија од тренутка када је угледа. Интригантна и тајна, Грета је била сама од смрти своје мајке пре много година. Са оцем који увек није у послу, Грета је постала самозадовољна усамљеница. Међутим, брзо схвата да је Џони њена сродна душа; неко ко је присиљен из тешких околности да прерасте прерано. Иако је Грета привучена Џонијем, она одбија говорити о Едивој смрти. Још једна комшиница Лиза, надарена, али неспретна средњошколка, која у својој гаражи изводи експерименте, ипак успева да помно прати све што се догађа у комшилуку. Лиза и Џони ускоро се повежу у потрази за истином. |                       |               |                                   |               |
| 2 | Духови                | Скот Винант   | Кевин Вилијамсон                  | 6. јун 2007.  |
| Док се Џони јако труди да освоји срце Грете, Ники, прелепа девојка са којом је Џони излазио када су били заједно на рехабилитацији, долази у Палм Спрингс. У прикупљању средстава за сеоски клуб, Ники се напије и изазове сцену, уништећи Џонијев први састанак са Гретом, али привуче Клифову пажњу. Клиф не воли најновијег дечка Теса и жели да га се реши. Џони сазнаје да је Едијева смрт била самоубиство и добија мистериозни е-маил са снимком Едија. |                       |               |                                   |               |
| 3 | Журка                 | Џон Кретчемер | Стив Блакман                      | 13. јун 2007. |
| Одлучан да открије ко му шаље Едиеве тренутне поруке, Џони поставља Грети питања о Едиевој смрти, али она одбија да одговори на њих, што изазива напетост у њиховој новој вези. Боб и Карен излазе увече у сеоски клуб са Тес и Трависом, остављајући Џонија самог да се брине о Ники. Међутим, након што је Џони остави како би поправио однос са Гретом, усамљена Ники зове неке старе пријатеље и у Хардиевој кући прави журку, што брзо изазива тучу између Џонија и Клифа. |                       |               |                                   |               |
| 4 | Лиза                  | TBA           | TBA                               | 20. јун 2007. |
| 5 | Мулиган               | TBA           | TBA                               | 20. јун 2007. |
| 6 | Опасне везе           | TBA           | TBA                               | 27. јун 2007. |
| Џони се суочава са Гретом због крвавог костима, Грета објашњава да су она и Клиф отишли видети Едиа оне ноћи када је умро и пронашли његово тело. Касније Клиф оспорава ову причу, рекавши да је Грета стигла 15 минута раније, пребацујући Џонијеве сумње. Ипак, Клиф се суочио са Лизом, за коју сумња да је умешана. Клиф и Едијева мајка настављају своју везу, коју ће Ники открити тек на Тесиној рођенданској журци. На крају епизоде откривена је веза између Скипа (Гретиног оца) и Марије (Едијеве мајке). |                       |               |                                   |               |
| 7 | Станите уз своју жену | TBA           | Брајан М. Холдман                 | 27. јун 2007. |
| 8 | Друге шансе           | Пери Ланг     | Брајан М. Холдман и Двејн Даријан | 4. јул 2007.  |
| Мистерија се продубљује у томе ко је стварно убио Едија. Џони одлази код Клифа како би му помогао да украде Едијев лаптоп из куће госпође Нолан. Клиф покушава да то уради, али је ухваћен. Џони почиње да одустаје од решавања мистерије након што сазна од Гретиног оца да ју је повредио. На крају, Лиза одлази у кућу госпође Нолан да јој украде Едијев лаптоп и нађе је мртву. Госпођа Нолан је извршила самоубиство и у поруци коју је оставила је признала да је она убила Едија. Међутим, на самом крају епизоде, Џони добија е-маил са видео снимком који је вероватно послан од госпође Нолан, пре него што се убила. У видеу се открива да је Еди сазнао да је Гретин отац мушкарац са којим је била у вези, и тврдио је да су њих двоје планирали убиство Гретине мајке. Њих двоје покушавају да објасне да је имала карцином, али Еди то не слуша, остављајући неразјашњену мистерију смрти Гретине мајке. На крају видеа је приказано да је Еди поседовао пиштољ који га је убио, а током свађе, Гретин отац гура пиштољ према Едиевој глави и окидач се повуче. Након тога, Гретин отац виче на узнемирену Марију: „Урадићеш тачно како ја кажем! Ох, да! Ми смо у овоме заједно!". Док је Џони шокиран епизода се завршава. |                       |               |                                   |               |

### Оцене
| Број | Наслов                | Датум         | Оцена | Објављено | 18-49 | Гледаоци | Недељни ранг |
| ---- | --------------------- | ------------- | ----- | --------- | ----- | -------- | ------------ |
| 1    | Пилот                 | 30. мај 2007. | 1.3   | 2         | 0.6/2 | 1.86     | # 83         |
| 2    | Духови                | 6. јун 2007.  | 1.1   | 2         | 0.4/1 | 1.49     | # 89         |
| 3    | Журка                 | 13. јун 2007. | 1.0   | 2         | 0.5/2 | 1.37     | # 91         |
| 4    | Лиза                  | 20. јун 2007. | 1.1   | 2         | 0.5/2 | 1.28     | # 93         |
| 5    | Мулиган               | 20. јун 2007. | 1.1   | 2         | 0.6/2 | 1.76     | # 88         |
| 6    | Опасне везе           | 27. јун 2007. | 0.9   | 2         | 0.5/2 | 1.41     | # 96         |
| 7    | Станите уз своју жену | 27. јун 2007. | 0.8   | 1         | 0.6/2 | 1.39     | # 99         |
| 8    | Друге шансе           | 4. јул 2007.  | 0.7   | 1         | 0.3/1 | 1.17     | # 99         |

## Критика
Серија је 31. маја 2007. године имала сложени резултат 45% на основу 22 критике Метакритика. Линда Стаси је изјавила „најбоља серија богатих клинаца која се појавила на ТВ-у од када је умрла друга емисија у Калифорнији". Дијана Вертс је рекла је да је серија „довољно добра".
Међутим, дошло је и до негативних коментара. Мајк Дафи је рекао је да је серија „језиво изведена". Чарли Маколум је изјавио да је серија „потрошила превише времена на истраживање бесног тинејџера". Том Шејлс из Вашингтон поста рекао је „вероватно ћете пронаћи фасцинантније и интригантније ликове од ових".
Серија је такође била под критиком Савета за телевизију родитеља, који је пилот епизоду назвао „клишеом" и тврдио је да је свеобухватни заплет неприкладан за њену тинејџерску циљну публику због приказивања малолетног опијања, родитељског самоубиства и људских сексуалних активности. Пилот и завршна епизода проглашене су за најопасније телевизијске епизоде у недељама њиховог емтовања на Си-Даблју.